# Ponte do Funil
A Ponte do Funil, oficialmente ponte João das Botas, é uma ponte brasileira que liga a Ilha de Itaparica na Bahia, ao continente através da BA-001, ela atravessa o afunilamento do mar na Baia de Todos os Santos que se forma entre a ilha e o continente originando assim o nome pelo qual é popularmente conhecida. Seu nome oficial, João das Botas, é uma homenagem ao tenente João Francisco de Oliveira, militar brasileiro nascido em Itaparica no século XIX, que combateu as embarcações portuguesas na Baía de Todos os Santos.
Uma das primeiras obras de concreto pré-moldado da Bahia, a ponte do Funil, liga a ilha de Itaparica ao continente, na Baía de Todos os Santos, construída em 1968. Sem equipamentos para erguer grandes pesos, os trabalhadores iam inventando ferramentas de trabalho e movendo peças gigantescas com macacos hidráulicos pouco maiores que os de levantar automóveis. Essa ponte seria construída, segundo a praxe, com escoramento para concreto. Fazia-se a ponte de madeira e sobre ela se construía a de concreto, removendo-se então a primeira. Os custos, assim, dobravam. A construtora optou pela variante de concreto pré-moldado, mais barata. Apesar da correnteza, que dificultou muito os trabalhos, ela tornou-se uma realidade de 660 metros de comprimento, apoiada em tubulões de ar comprimido com até 25 metros de profundidade.
A ponte possui 660 metros de comprimento, com pista simples (duas faixas de tráfego), liga a Ilha de Itaparica ao continente, mais precisamente ao Recôncavo Baiano através da BA-001 até Nazaré das Farinhas e através da BA-046 até Santo Antonio de Jesus entroncando com a BR-101.[carece de fontes?]